# Лейк-Босворт (Вашингтон)
Лейк-Босворт (англ. Lake Bosworth) — переписна місцевість (CDP) в США, в окрузі Сногоміш штату Вашингтон. Населення — 868 осіб (2020).

## Географія
Лейк-Босворт розташований за координатами 48°3′9″ пн. ш. 121°59′19″ зх. д. / 48.05250° пн. ш. 121.98861° зх. д. (48.052526, -121.988562).  За даними Бюро перепису населення США в 2010 році переписна місцевість мала площу 9,25 км², з яких 8,83 км² — суходіл та 0,41 км² — водойми.

## Демографія
Згідно з переписом 2010 року, у переписній місцевості мешкало 667 осіб у 258 домогосподарствах у складі 198 родин. Густота населення становила 72 особи/км².  Було 333 помешкання (36/км²).
Расовий склад населення:
| - 94,8 % — білих - 1,3 % — корінних американців - 0,7 % — азіатів - 0,4 % — чорних або афроамериканців - 1,5 % — осіб інших рас |

До двох чи більше рас належало 1,2 %. Частка іспаномовних становила 3,6 % від усіх жителів.
За віковим діапазоном населення розподілялося таким чином: 19,8 % — особи молодші 18 років, 68,4 % — особи у віці 18—64 років, 11,8 % — особи у віці 65 років та старші. Медіана віку мешканця становила 45,7 року. На 100 осіб жіночої статі у переписній місцевості припадало 108,4 чоловіків;  на 100 жінок у віці від 18 років та старших — 108,2 чоловіків також старших 18 років.
Середній дохід на одне домашнє господарство  становив 71 383 долари США (медіана — 72 596), а середній дохід на одну сім'ю — 89 122 долари (медіана — 84 306). Медіана доходів становила 47 778 доларів для чоловіків та 41 563 долари для жінок. За межею бідності перебувало 6,3 % осіб, у тому числі 5,6 % дітей у віці до 18 років та 0,0 % осіб у віці 65 років та старших.
Цивільне працевлаштоване населення становило 269 осіб. Основні галузі зайнятості: будівництво — 19,3 %, роздрібна торгівля — 18,2 %, науковці, спеціалісти, менеджери — 14,1 %.